# 아밀카르 카브랄 국제공항

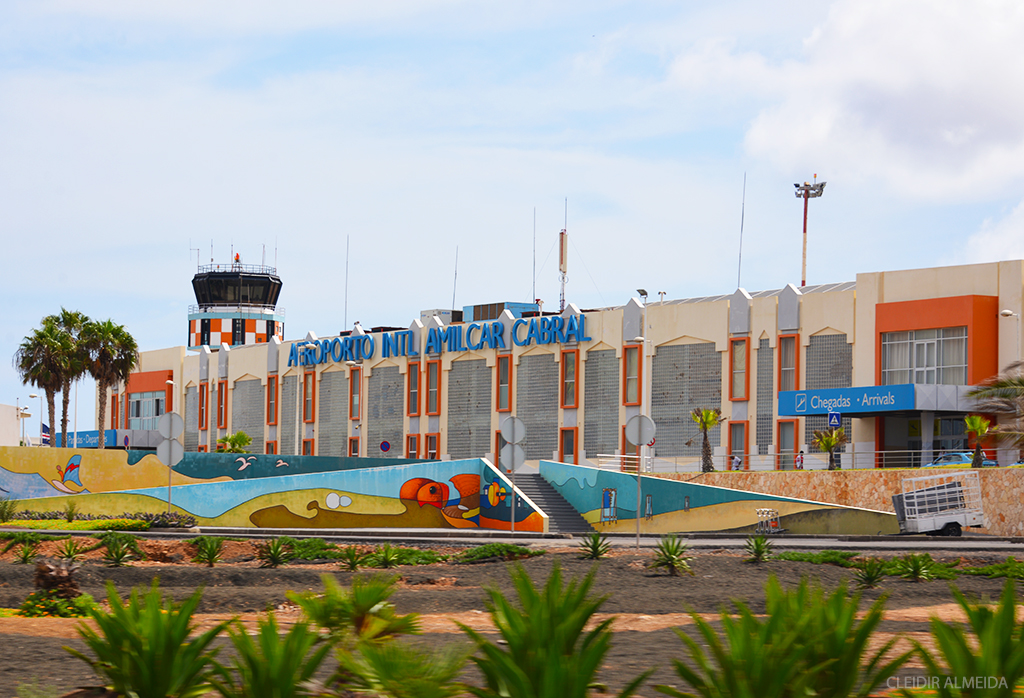

아밀카르 카브랄 국제공항(Amílcar Cabral International Airport, IATA: SID, ICAO: GVAC)은 카보베르데의 주요 국제공항이다. 이 공항의 이름은 혁명 지도자 아밀카르 카브랄의 이름을 딴 것이다. 살섬 이스파르구스로부터 서-남서쪽으로 2킬로미터 지점에 위치해 있다. 국유항공 카보베르데 항공의 주 허브 공항이다. 이 공항은 궤도로부터 재진입 이후 우주왕복선을 관리하는 시설을 위한 NASA의 로케이션 중 하나이다.
1939년 이탈리아에 의해 건설되었다.